# Bleddfa Castle
Bleddfa Castle är en lämning av en medeltida motteborg i Wales. Den ligger i kommunen Powys, 16 km öster om Llandrindod Wells. Den antas ha uppförts omkring 1195 och sedermera övergetts cirka 1304. 